# Della Jones
Della Jones (Neath, 13 aprile 1946) è un mezzosoprano britannico.

## Biografia
Dopo gli studi al Royal College of Music e in Svizzera, nel 1970 esordì nel ruolo di Fëdor in Boris Godunov a Ginevra. Nel 1972 fu Clitennestra in Ifigenia in Tauride ad Oxford e nel 1978 si unì all'English National Opera, con cui cantò nei ruoli di Dorabella, Cherubino, Sesto, Rosina, Cenerentola, Isolier, Ninetta, Isabella, Suzuki e Dolly nella prima assoluta dell'Anna Karenina di Iain Hamilton. 
Al Covent Garden debuttò nel 1983 nel ruolo della gatta ne L'Enfant et les sortilèges, tornandovi come Didone in Didone ed Enea, Melibea ne Il viaggio a Reims, Brangäne in Tristano e Isotta, Marcellina ne Le nozze di Figaro e Marthe in Faust. Nel natio Galles cantò con la Welsh National Opera come Didone ne Les Troyens, Erodiade in Salomè, Ariodante e Brangäne. Il suo repertorio con la Scottish Opera invece annoverava i ruoli di Hänsel, Clori ne L'Egisto e Donna Elvira.
Attiva anche a livello internazionale, nel 1982 fu Clori ne L'Egisto al Gran Teatro La Fenice, dove tornò 1986 come Baba la Turca ne La carriera di un libertino. Nel 1990 fu Ruggiero in Alcina a Ginevra e Parigi, nel 1992 fu Agrippina a Versailles, nel 1994 cantò come Lucrezia in Beatrice Cenci a Berlino, mentre nel 1995 fu Samira ne I fantasmi di Versailles a Chicago e nel 1998 fu Giunone in Semele alla Vlaamse Opera. Tra la stagione 1997/1998 e la stagione 2003/2004 cantò in diverse occasione all'Opéra Garnier e all'Opéra Bastille come Marcellina, Ariodante e Mrs Sedley in Peter Grimes. 
Nel corso della sua carriera pluridecennale incise numerosi album e fu candidata a tre Grammy Award, vincendone uno nel 1991 per l'incisione discografica de La clemenza di Tito.

## Discografia parziale
- 1979 - Rossini, Guglielmo Tell - Sherrill Milnes, Luciano Pavarotti, Mirella Freni, Della Jones, Nicolai Ghiaurov, Elizabeth Connell, dir. Riccardo Chailly. Decca Records.
- 1980 - Bellini, La sonnambula - Joan Sutherland, Luciano Pavarotti, Nicolai Ghiaurov, Isobel Buchanan, Della Jones, dir. Richard Bonynge. Decca Records.
- 1980 - Donizetti, Maria Padilla - Lois McDonall, Della Jones, Graham Clark, Christian du Plessis, Roderick Earle, Ian Caley, dir. Alun Francis. Opera Rara
- 1982 - Donizetti, Francesca di Foix - Gillian Sullivan, Lynne Smythe, Della Jones, Donald Maxwell, Gordon Christie, dir. David Perry. Live Opera
- 1983 - Handel, Semele - Norma Burrowes, Della Jones, Anthony Rolfe Johnson, dir. John Eliot Gardiner. Erato Disques.
- 1986 - Handel, Alcina - Arleen Auger, Della Jones, Kathleen Kuhlmann, Eiddwen Harrhy, Maldwyn Davies, John Tomlinson, Patrizia Kwella, dir. Richard Hickox. EMI
- 1988 - Monteverdi, L'incoronazione di Poppea - Arleen Auger, Della Jones, Linda Hirst, James Bowman, Gregory Reinhart, dir. Richard Hickock. Virgin Classics.
- 1988 - Donizzetti, L'assedio di Calais - Christian du Plessis, Della Jones, Nuccia Focile, dir. David Parrry. Opera Rara.
- 1989 - Mozart, Don Giovanni - Håkan Hagegård, Gilles Cachemaille, Arleen Augér, Della Jones, Nico van der Meel, Barbara Bonney, Bryn Terfel, Kristin Sigmundsson, dir. Arnold Östman. Éditions de l'Oiseau-Lyre.
- 1991 - Mozart, La clemenza di Tito - Uwe Heilmann, Cecilia Bartoli, Della Jones, Diana Montague, Gilles Cachemaille, Barbara Bonney, dir. Christopher Hogwood. Decca.
- 1995 - Rossini, Ricciardo e Zoraide - William Matteuzzi, Nelly Miricioiu, Bruce Ford, Della Jones, Alastair Miles, dir. David Parry. Opera Rara.